# Manuel de Saldanha da Gama
Manuel de Saldanha da Gama foi um administrador colonial português que exerceu o cargo de Governador no antigo território português subordinado a Macau de Timor-Leste entre 1852 e 1856, tendo sido antecedido por José Joaquim Lopes Lima e sucedido por Luís Augusto de Almeida Macedo.